# The Bridge at Remagen
The Bridge at Remagen is een Amerikaanse film uit 1969 van regisseur John Guillermin met in de hoofdrollen George Segal, Robert Vaughn en Ben Gazzara. 
De film gaat over de verovering van de Ludendorffbrücke bij Remagen, Duitsland in 1945. Hoewel de film is gebaseerd op ware gebeurtenissen, is een groot deel van de film fictie. De film is gebaseerd op het boek The Bridge at Remagen: The Amazing Story of March 7, 1945 van Ken Hechler.

## Verhaal
Amerikaanse troepen zijn in maart 1945 op weg naar de Rijn, de laatste natuurlijke verdedigingslinie van nazi-Duitsland. Een Amerikaanse compagnie geleid door de aan oorlogsmoeheid lijdende luitenant Hartman weet tot aan de oprit van de brug te komen. Daar wacht de compagnie af totdat de Duitsers de brug zullen opblazen. Aan de andere kant van de brug is Major Paul Krüger benoemd tot commandant van de verdediging van de brug. Krüger komt er beetje bij beetje achter dat de verdediging van de brug niets voorstelt en dat de hem beloofde tanksteun ook wegblijft. De Amerikaanse generaal in het gebied geeft opdracht de brug te veroveren en zo duizenden Amerikaanse soldaten te redden. De op promotie beluste Major Barnes geeft Hartman en zijn mannen opdracht de explosieven te verwijderen en de brug te veroveren. De totaal verbijsterde Hartman begrijpt dat de opdracht zelfmoord is. Zijn sergeant, Angelo, wordt zo kwaad dat hij Barnes neerslaat. De wanhopige Hartman sleurt zijn sergeant en zijn mannen mee de brug op. Onder hevig mitrailleurvuur beginnen de mannen de explosieven te verwijderen. Dan gebeurt het onvermijdelijke, Krüger laat de brug opblazen. Maar tot ontzetting van de Duitsers blijken de explosieven van inferieure kwaliteit. De brug blijft heel. Hartman laat zijn mannen oprukken en onder grote verliezen weten ze de brug te veroveren. Major Krüger, die op weg was om hulp te halen, wordt gearresteerd en gefusilleerd.

## Rolverdeling
| Acteur           | Personage           |
| ---------------- | ------------------- |
| George Segal     | Lnt. Hartman        |
| Ben Gazzara      | Sgt. 'Angel' Angelo |
| Robert Vaughn    | Major Paul Krüger   |
| Bradford Dillman | Major Barnes        |

## Achtergrond
Anders dan The Longest Day en A Bridge Too Far, waar gekozen is voor een vrijwel historische accurate aanpak, kozen de makers van deze film voor fictie. In bovengenoemde films worden de echte namen van commandanten en officieren gebruikt en blijft men dicht bij waargebeurde gebeurtenissen. Bij The Bridge at Remagen is gekozen voor fictieve namen om de gebeurtenissen te romantiseren. De echte naam van de officier die in 1945 de brug overstak was Timmerman, terwijl de eerste man die over de brug heen ging, sergeant Drabik heette. In de film koos men voor de fictieve Luitenant Hartman en zijn sergeant Angelo, bijgenaamd Angel. Ook heette de man die de brug moest verdedigen niet Krüger.
Hartman is het prototype van de Amerikaanse held. Hij wil niet vechten, maar hij moet. Hij is oorlogsmoe, maar blijft gefocust op het doel. Verder is hij goed voor zijn mensen en hard in de strijd. Sergeant Angelo is het voormalige 'straatschoffie', moedig maar onverschillig. Hij berooft de doden om er zelf beter van te worden en heeft altijd een snedige opmerking voorhanden. In Hartmans compagnie vinden we de nodige stereotypen als de 'onschuldige jongen', de 'gokker' en 'de vechtersbaas'. Major Barnes is de officier die zijn carrière over de ruggen van zijn soldaten omhoog wil stuwen, maar zelf zijn snor drukt. Ook aan de andere kant zijn er de nodige clichés. Major Krüger is de nobele Duitser. Hij heeft zichzelf uit het ziekenhuis ontslagen omdat het slecht gaat met Duitsland. De eigenaar van een hotel die de witte vlaggen uithangt is de laffe Duitse burgerman die zelfs door zijn vrouw veracht wordt. Historisch gezien is er meer op te merken op de film. Zo werd er wel gevochten om de brug te veroveren, maar het duurde in het echt veel minder lang. Pas de volgende dag, toen de Duitsers aanvielen om de brug te heroveren, namen de gevechten in hevigheid toe. Ook was het in werkelijkheid kouder dan het zomerse weer dat de film laat zien.

## Productie
De film werd opgenomen in het toenmalige Tsjechoslowakije in 1968 vlak voor de inval van het Warschaupact tijdens de Praagse Lente. Het was aanvankelijk de bedoeling de film op te nemen op de historische locatie of anders elders bij de Rijn. De regering van de toenmalige Bondsrepubliek verbood dit echter, omdat het scheepsverkeer op de Rijn last zou ondervinden. Men week uit naar Davle in Tsjechoslowakije aan de rivier de Moldau, waar een min of meer gelijkende brug was te vinden. De inval van het Warschaupact zorgde ervoor dat de filmcrew snel het land verliet.

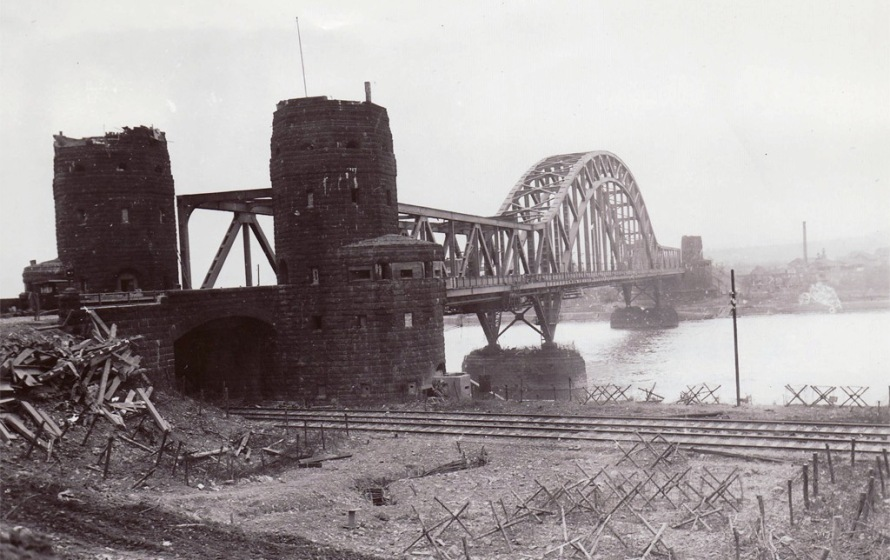
De brug in Remagen kort na de verovering 1945
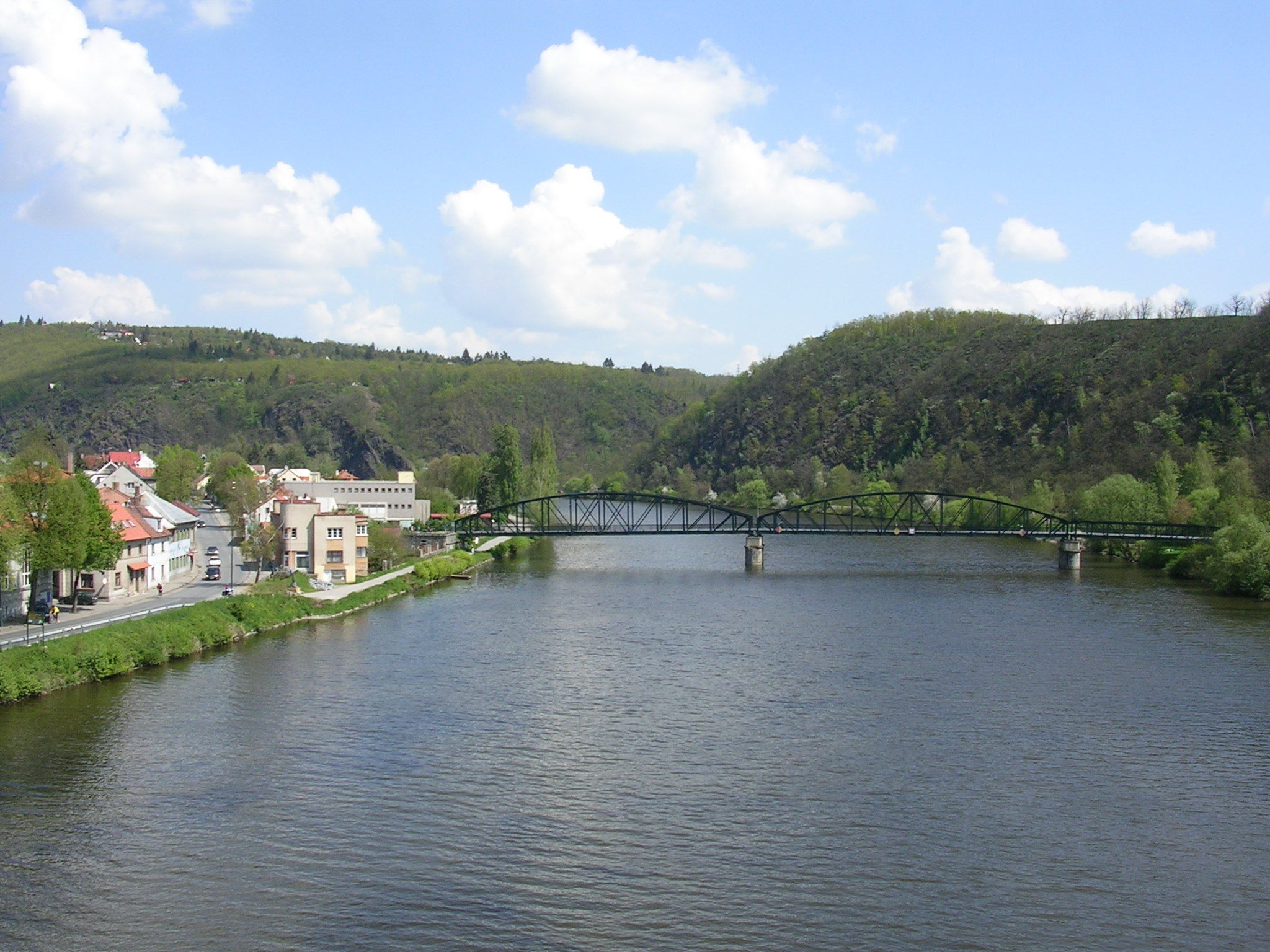
De brug in Davle waar de opnamen plaatsvonden